# Биг-Пайн-Ки (Флорида)

## География
По данным Бюро переписи населения США статистически обособленная местность Биг-Пайн-Ки имеет общую площадь в 25,9 квадратных километров, из которых 25,38 кв. километров занимает земля и 0,52 кв. километров — вода. Площадь водных ресурсов округа составляет 2,01 % от всей его площади.
Статистически обособленная местность Биг-Пайн-Ки расположена на высоте 1 м над уровнем моря.

## Демография
По данным переписи населения 2000 года в Биг-Пайн-Ки проживало 5032 человека, 1420 семей, насчитывалось 2247 домашних хозяйств и 3153 жилых дома. Средняя плотность населения составляла около 194,29 человека на один квадратный километр. Расовый состав населённого пункта распределился следующим образом: 94,83 % белых, 1,09 % — чёрных или афроамериканцев, 0,50 % — коренных американцев, 0,58 % — азиатов, 0,02 % — выходцев с тихоокеанских островов, 1,79 % — представителей смешанных рас, 1,19 % — других народностей. Испаноговорящие составили 6,72 % от всех жителей статистически обособленной местности.
Из 2247 домашних хозяйств в 41,4 % воспитывали детей в возрасте до 18 лет, 43,8 % представляли собой совместно проживающие супружеские пары, в 5,7 % семей женщины проживали без мужей, 6,8 % не имели семей. 26,0 % от общего числа семей на момент переписи жили самостоятельно, при этом 7,8 % составили одинокие пожилые люди в возрасте 65 лет и старше. Средний размер домашнего хозяйства составил 2,21 человек, а средний размер семьи — 2,63 человек.
Население статистически обособленной местности по возрастному диапазону по данным переписи 2000 года распределилось следующим образом: 16,8 % — жители младше 18 лет, 4,3 % — между 18 и 24 годами, 30,3 % — от 25 до 44 лет, 33,7 % — от 45 до 64 лет и 14,9 % — в возрасте 65 лет и старше. Средний возраст жителей составил 44 года. На каждые 100 женщин в Биг-Пайн-Ки приходилось 110,4 мужчин, при этом на каждые сто женщин 18 лет и старше приходилось 111,6 мужчин также старше 18 лет.
Средний доход на одно домашнее хозяйство статистически обособленной местности составил 44 514 долларов США, а средний доход на одну семью — 47 639 долларов. При этом мужчины имели средний доход в 31 552 доллара США в год против 28 021 доллар среднегодового дохода у женщин. Доход на душу населения статистически обособленной местности составил 44 514 долларов в год. 5,6 % от всего числа семей в населённом пункте и 9,5 % от всей численности населения находилось на момент переписи населения за чертой бедности, при этом 17,4 % из них были моложе 18 лет и 7,0 % — в возрасте 65 лет и старше.